# Rosel
Rosel é uma comuna francesa na região administrativa da Normandia, no departamento Calvados. Estende-se por uma área de 3,91 km². Em 2010 a comuna tinha 549 habitantes (densidade: 140,4 hab./km²).